# Calcio Chiasiellis 2012-2013
Questa pagina raccoglie i dati riguardanti l'Associazione Sportiva Dilettantistica Calcio Chiasiellis nelle competizioni ufficiali della stagione 2012-2013.

## Stagione
Nella stagione 2012-2013 il Chiasiellis ha disputato il campionato di Serie A, massima serie del campionato italiano femminile di calcio, concludendo al decimo posto con 38 punti conquistati in 30 giornate, frutto di 9 vittorie, 11 pareggi e 10 sconfitte, e conquistando così la salvezza. Nella Coppa Italia è sceso in campo sin dal primo turno: dopo aver sconfitto per 5-0 l'Union Villanova, è stato eliminato al secondo turno dal Graphistudio Pordenone che si è aggiudicato il passaggio agli ottavi di finale superandolo per 2-1.

## Organigramma societario
Area tecnica
- Allenatore: Mauro Lizzi
- Preparatore portieri:

## Rosa
| N. |                   | Ruolo | Calciatrice            |
| -- | ----------------- | ----- | ---------------------- |
|    | Italia (bandiera) | P     | Gloria Baradel         |
|    | Italia (bandiera) | P     | Stefania Blancuzzi     |
|    | Italia (bandiera) | P     | Barbara Troiani        |
|    | Italia (bandiera) | D     | Arianna Cencig         |
|    | Italia (bandiera) | D     | Jessica Desinano       |
|    | Italia (bandiera) | D     | Laura Donghi           |
|    | Italia (bandiera) | D     | Piera Cassandra Maglio |
|    | Italia (bandiera) | D     | Oriana Simionato       |
|    | Italia (bandiera) | D     | Francesca Soro         |
|    | Italia (bandiera) | D     | Elena Virgili          |
|    | Italia (bandiera) | C     | Martina Bellan         |

| N. |                     | Ruolo | Calciatrice         |
| -- | ------------------- | ----- | ------------------- |
|    | Italia (bandiera)   | C     | Silvia Berardo      |
|    | Italia (bandiera)   | C     | Valeria Degano      |
|    | Italia (bandiera)   | C     | Monica Degrassi     |
|    | Italia (bandiera)   | C     | Priscilla Del Prete |
|    | Slovenia (bandiera) | C     | Anja Milenkovič     |
|    | Italia (bandiera)   | C     | Rossella Sardu      |
|    | Slovenia (bandiera) | C     | Urška Žganec        |
|    | Italia (bandiera)   | A     | Elena Cester        |
|    | Italia (bandiera)   | A     | Karin Mantoani      |
|    | Italia (bandiera)   | A     | Evelyn Vicchiarello |
|    | Italia (bandiera)   | A     | Michela Zanetti     |

## Calciomercato

### Sessione estiva
| Acquisti | Acquisti       | Acquisti    | Acquisti   |
| R.       | Nome           | da          | Modalità   |
| -------- | -------------- | ----------- | ---------- |
| D        | Francesca Soro | Orlandia97  | svincolata |
| C        | Rossella Sardu | Orlandia97  | svincolata |
| C        | Urška Žganec   | Rudar Škale | svincolata |

| Cessioni | Cessioni               | Cessioni           | Cessioni   |
| R.       | Nome                   | a                  | Modalità   |
| -------- | ---------------------- | ------------------ | ---------- |
| P        | Rita Carmela Caravilla |                    | svincolata |
| D        | Sara Gama              | Brescia            | svincolata |
| D        | Elisa Lavia            | Pordenone          | svincolata |
| D        | Valeria Magrini        | Riviera di Romagna | svincolata |
| C        | Giulia Domenichetti    | Torres             | svincolata |
| A        | Elisa Colle            |                    | svincolata |
| A        | Marta Mason            | Bardolino Verona   | svincolata |
| A        | Cristina Miani         |                    |            |

### Sessione invernale
| Acquisti | Acquisti        | Acquisti  | Acquisti   |
| R.       | Nome            | da        | Modalità   |
| -------- | --------------- | --------- | ---------- |
| C        | Monica Degrassi | Pordenone | svincolata |

|  |

## Risultati

### Serie A

#### Girone d'andata
| Mortegliano 22 settembre 2012, ore 15:00 CEST 1ª giornata | Chiasiellis         | 0 – 0 referto | Como 2000 | Stadio Comunale Franco Beltrame\| Arbitro: \| Davide Moro (Schio) \| |
| Arbitro:                                                  | Davide Moro (Schio) |               |           |                                                                      |

| Arbitro: | Davide Pederzolli (Trento) |

|             |           |           |
| Girelli 82’ | Marcatori | 14’ Sardu |

| Arbitro: | Marco Mezzarobba (Conegliano) |

|             |           |          |
| Zanetti 40’ | Marcatori | 54’ Piva |

| Arbitro: | Valentina Finzi (Foligno) |

|  |           |                                  |
|  | Marcatori | 1’ Žganec 12’ Donghi 55’ Zanetti |

| Arbitro: | Massimiliano Rasia (Bassano del Grappa) |

|  |           |             |
|  | Marcatori | 82’ Stabile |

| Napoli 27 ottobre 2012, ore 14:30 CEST 6ª giornata | Napoli                      | 0 – 0 referto | Chiasiellis | Stadio Arturo Collana (100 ca. spett.)\| Arbitro: \| Giovanni Ayroldi (Molfetta) \| |
| Arbitro:                                           | Giovanni Ayroldi (Molfetta) |               |             |                                                                                     |

| Arbitro: | Marco Gasparin (Schio) |

|                                              |           |  |
| Del Prete 8’, 23’ Vicchiarello 55’ Sardu 72’ | Marcatori |  |

| Arbitro: | Michele Ruggiero (Roma 1) |

|                                           |           |  |
| Maglia 25’ Panico 39’ (rig.) Piacezzi 63’ | Marcatori |  |

| Arbitro: | Gianluca Andreoletti (Bergamo) |

|                        |           |                           |
| Perobello 47’ Boni 55’ | Marcatori | 10’ Vicchiarello 94’ Soro |

| Arbitro: | Francesco Palumbo (Torre Annunziata) |

|  |           |                                       |
|  | Marcatori | 12’ Bonansea 27’ (rig.), 74’ Sabatino |

| Arbitro: | Angelo Milardi (Torino) |

|               |           |  |
| Cambiaghi 84’ | Marcatori |  |

| Arbitro: | Thomas Miniutti (Maniago) |

|                           |           |  |
| Sardu 9’ Vicchiarello 23’ | Marcatori |  |

| Firenze 15 dicembre 2012, ore 15:00 CET 13ª giornata | Firenze                     | 0 – 0 referto | Chiasiellis | Centro sp. San Marcellino\| Arbitro: \| Alessandro Rosami (Carrara) \| |
| Arbitro:                                             | Alessandro Rosami (Carrara) |               |             |                                                                        |

| Arbitro: | Riccardo Turchet (Pordenone) |

|            |           |                             |
| Cester 63’ | Marcatori | 12’, 28’ Parisi 32’ Brumana |

| Arbitro: | Marcello Roca (Bari) |

|                    |           |               |
| Tucceri Cimini 17’ | Marcatori | 68’ Del Prete |

#### Girone di ritorno
| Arbitro: | Marco Ceccon (Lovere) |

|                                |           |                                      |
| Mazzola 81’ Erba 83’ Ricco 90’ | Marcatori | 32’, 75’ Milenkovič 46’ Vicchiarello |

| Arbitro: | Marco Gasparin (Schio) |

|             |           |                         |
| Zanetti 21’ | Marcatori | 23’ Pini 36’ Di Criscio |

| Arbitro: | Lorenzo Gentile (Seregno) |

|  |           |                              |
|  | Marcatori | 45’ (rig.), 81’ Vicchiarello |

| Arbitro: | Francesca Campagnolo (Bassano del Grappa) |

|                               |           |  |
| Soro 17’ Sardu 53’ Žganec 86’ | Marcatori |  |

| Arbitro: | Gino Garofalo (Torre del Greco) |

|                                 |           |           |
| Stabile 40’ Zanoni 68’ Piai 93’ | Marcatori | 34’ Sardu |

| Arbitro: | Stefano Zeviani (Legnano) |

|                                 |           |                   |
| Vicchiarello 45’ Milenkovič 48’ | Marcatori | 28’, 77’ Giacinti |

| Arbitro: | Gabriele Avellani (L'Aquila) |

|                           |           |                                      |
| Migliorini 70’ Parise 88’ | Marcatori | 21’ Žganec 50’ Del Prete 61’ Zanetti |

| Arbitro: | Matteo Perissinotto (San Donà di Piave) |

|  |           |                                                 |
|  | Marcatori | 6’, 18’, 43’, 74’ Panico 56’ Maglia 82’ Manieri |

| Arbitro: | Davide Moro (Schio) |

|                             |           |  |
| Žganec 24’ Vicchiarello 38’ | Marcatori |  |

| Brescia 23 marzo 2013, ore 14:30 CET 25ª giornata | Brescia                                | 0 – 0 referto | Chiasiellis | Centro sp. Club Azzurri\| Arbitro: \| Stefano Lorenzin (Castelfranco Veneto) \| |
| Arbitro:                                          | Stefano Lorenzin (Castelfranco Veneto) |               |             |                                                                                 |

| Arbitro: | Federico Allegro (Padova) |

|                                |           |  |
| Del Prete 25’ Vicchiarello 90’ | Marcatori |  |

| Arbitro: | Pietro Lattanzi (Milano) |

|  |           |                           |
|  | Marcatori | 34’ Soro 88’ Vicchiarello |

| Arbitro: | Riccardo Turchet (Pordenone) |

|                    |           |                        |
| Del Prete 52’, 54’ | Marcatori | 24’ Cinotti 30’ Guagni |

| Arbitro: | Luca Zufferli (Udine) |

|                                    |           |  |
| Brumana 20’, 57’ Parisi 83’ (rig.) | Marcatori |  |

| Arbitro: | Fabio Cappelletto (Treviso) |

|               |           |                                                 |
| Del Prete 51’ | Marcatori | 24’ (rig.), 89’ Sodini 31’ Petralia 81’ Caccamo |

### Coppa Italia

#### Primo turno
| Sernaglia della Battaglia settembre 2012, ore 15:30 CEST | Union Villanova | 0 – 5 | Chiasiellis | Campo Comunale |

#### Secondo turno
| Arbitro: | Campagnolo |

|                |           |                          |
| Milenkovič 45’ | Marcatori | 71’, 92’ (rig.) Sedonati |

## Statistiche

### Statistiche di squadra
| Competizione | Punti | In casa | In casa | In casa | In casa | In casa | In casa | In trasferta | In trasferta | In trasferta | In trasferta | In trasferta | In trasferta | Totale | Totale | Totale | Totale | Totale | Totale | DR |
| Competizione | Punti | G       | V       | N       | P       | Gf      | Gs      | G            | V            | N            | P            | Gf           | Gs           | G      | V      | N      | P      | Gf     | Gs     | DR |
| ------------ | ----- | ------- | ------- | ------- | ------- | ------- | ------- | ------------ | ------------ | ------------ | ------------ | ------------ | ------------ | ------ | ------ | ------ | ------ | ------ | ------ | -- |
| Serie A      | 38    | 15      | 5       | 4       | 6       | 21      | 24      | 15           | 4            | 7            | 4            | 18           | 19           | 30     | 9      | 11     | 10     | 39     | 43     | -4 |
| Coppa Italia | -     | 1       | 0       | 0       | 1       | 1       | 2       | 1            | 1            | 0            | 0            | 5            | 0            | 2      | 1      | 0      | 1      | 6      | 2      | +4 |
| Totale       | -     | 16      | 5       | 4       | 7       | 22      | 26      | 16           | 5            | 7            | 4            | 23           | 19           | 32     | 10     | 11     | 11     | 45     | 45     | 0  |

### Andamento in campionato
| Giornata  | 1 | 2 | 3 | 4 | 5 | 6 | 7 | 8 | 9 | 10 | 11 | 12 | 13 | 14 | 15 | 16 | 17 | 18 | 19 | 20 | 21 | 22 | 23 | 24 | 25 | 26 | 27 | 28 | 29 | 30 |
| --------- | - | - | - | - | - | - | - | - | - | -- | -- | -- | -- | -- | -- | -- | -- | -- | -- | -- | -- | -- | -- | -- | -- | -- | -- | -- | -- | -- |
| Luogo     |   |   |   |   |   |   |   |   |   |    |    |    |    |    |    |    |    |    |    |    |    |    |    |    |    |    |    |    |    |    |
| Risultato |   |   |   |   |   |   |   |   |   |    |    |    |    |    |    |    |    |    |    |    |    |    |    |    |    |    |    |    |    |    |
| Posizione |   |   |   |   |   |   |   |   |   |    |    |    |    |    |    |    |    |    |    |    |    |    |    |    |    |    |    |    |    | 10 |

Legenda:

Luogo: C = Casa; T = Trasferta. Risultato: V = Vittoria; N = Pareggio; P = Sconfitta.

### Statistiche delle giocatrici
| Giocatore       | Serie A  | Serie A | Serie A     | Serie A    | Coppa Italia | Coppa Italia | Coppa Italia | Coppa Italia | Totale   | Totale | Totale      | Totale     |
| Giocatore       | Presenze | Reti    | Ammonizioni | Espulsioni | Presenze     | Reti         | Ammonizioni  | Espulsioni   | Presenze | Reti   | Ammonizioni | Espulsioni |
| --------------- | -------- | ------- | ----------- | ---------- | ------------ | ------------ | ------------ | ------------ | -------- | ------ | ----------- | ---------- |
| G. Baradel      | 2        | -3      | 0           | 0          | ?            | ?            | ?            | ?            | 2+       | -3+    | 0+          | 0+         |
| M. Bellan       | 1        | 0       | 0           | 0          | ?            | ?            | ?            | ?            | 1+       | 0+     | 0+          | 0+         |
| S. Berardo      | 25       | 0       | 2           | 0          | ?            | ?            | ?            | ?            | 25+      | 0+     | 2+          | 0+         |
| S. Blancuzzi    | 29       | -40     | 0           | 1          | ?            | ?            | ?            | ?            | 29+      | -40+   | 0+          | 1+         |
| A. Cencig       | 23       | 0       | 1           | 0          | ?            | ?            | ?            | ?            | 23+      | 0+     | 1+          | 0+         |
| E. Cester       | 16       | 1       | 1           | 0          | ?            | ?            | ?            | ?            | 16+      | 1+     | 1+          | 0+         |
| V. Degano       | 9        | 0       | 0           | 0          | ?            | ?            | ?            | ?            | 9+       | 0+     | 0+          | 0+         |
| M. Degrassi     | 14       | 0       | 0           | 0          | ?            | ?            | ?            | ?            | 14+      | 0+     | 0+          | 0+         |
| P. Del Prete    | 29       | 8       | 3           | 1          | ?            | ?            | ?            | ?            | 29+      | 8+     | 3+          | 1+         |
| J. Desinano     | 2        | 0       | 0           | 0          | ?            | ?            | ?            | ?            | 2+       | 0+     | 0+          | 0+         |
| L. Donghi       | 29       | 1       | 4           | 0          | ?            | ?            | ?            | ?            | 29+      | 1+     | 4+          | 0+         |
| K. Mantoani     | 7        | 0       | 0           | 0          | ?            | ?            | ?            | ?            | 7+       | 0+     | 0+          | 0+         |
| P. C. Maglio    | 7        | 1       | 0           | 0          | ?            | ?            | ?            | ?            | 7+       | 1+     | 0+          | 0+         |
| A. Milenkovič   | 30       | 3       | 2           | 0          | ?            | ?            | ?            | ?            | 30+      | 3+     | 2+          | 0+         |
| R. Sardu        | 28       | 5       | 2           | 0          | ?            | ?            | ?            | ?            | 28+      | 5+     | 2+          | 0+         |
| O. Simionato    | 15       | 0       | 0           | 0          | ?            | ?            | ?            | ?            | 15+      | 0+     | 0+          | 0+         |
| F. Soro         | 29       | 3       | 3           | 1          | ?            | ?            | ?            | ?            | 29+      | 3+     | 3+          | 1+         |
| B. Troiani      | 0        | 0       | 0           | 0          | ?            | ?            | ?            | ?            | 0+       | 0+     | 0+          | 0+         |
| E. Vicchiarello | 30       | 10      | 3           | 0          | ?            | ?            | ?            | ?            | 30+      | 10+    | 3+          | 0+         |
| E. Virgili      | 26       | 0       | 0           | 0          | ?            | ?            | ?            | ?            | 26+      | 0+     | 0+          | 0+         |
| M. Zanetti      | 23       | 4       | 0           | 0          | ?            | ?            | ?            | ?            | 23+      | 4+     | 0+          | 0+         |
| U. Žganec       | 28       | 4       | 4           | 0          | ?            | ?            | ?            | ?            | 28+      | 4+     | 4+          | 0+         |